# Frédéric Moreau (violoniste)
Frédéric Moreau est un violoniste concertiste français.

## Biographie

### Carrière
Frédéric Moreau commence une carrière de soliste dès l'âge de dix huit ans. Il remporte les premiers prix à l'unanimité de violon, de musique de chambre.
Il a été diplômé du "3ème cycle" au Conservatoire national supérieur de musique et de danse de Paris.
Il est l'élève de plusieurs maîtres dont Michèle Auclair, Régis Pasquier, Tibor Varga et Yehudi Menuhin.
Il fonde en 1995 l'orchestre « Les Violons de France ».
Frédéric Moreau joue sur un violon de Giovanni Battista Guadagnini de 1749.
Frédéric Moreau joue lors d'un concert à Milan au Teatro di Milano.
En 2023, il joue au Bois-Plage-en-Ré.